# Anomaloglossus parimae
Anomaloglossus parimae är en groddjursart som först beskrevs av La Marca 1997.  Anomaloglossus parimae ingår i släktet Anomaloglossus och familjen Aromobatidae. IUCN kategoriserar arten globalt som otillräckligt studerad. Inga underarter finns listade i Catalogue of Life.